# Ланаи Сити (Хаваји)
Ланаи Сити (енгл. Lanai City) насељено је место за статистичке потребе у америчкој савезној држави Хаваји. По попису становништва из 2010. у њему је живело 3.102 становника.

## Демографија
Према попису становништва из 2010. у граду је живело 3.102 становника, што је -62 (-2.0%) становника више него 2000. године.
| Група             | 2000.         | 2010.         |
| Белци             | 397 (12,5%)   | 403 (13,0%)   |
| Афроамериканци    | 4 (0,1%)      | 5 (0,2%)      |
| Азијати           | 1.838 (58,1%) | 1.737 (56,0%) |
| Хиспаноамериканци | 245 (7,7%)    | 254 (8,2%)    |
| Укупно            | 3.164         | 3.102         |